# Ghimeș-Făget
Ghimeș-Făget (Hongaars: Gyimesbükk) is een Roemeense gemeente in het district Bacău.
Ghimeș-Făget telt 5156 inwoners.
Tot 1950 behoorde de gemeente tot het gebied van de huidige provincie Harghita. De bevolking is in meerderheid onderdeel van de Hongaarse minderheid in Roemenië.
Historisch gezien is de gemeente onderdeel van het Szeklerland, in 1950 besloot de Roemeense regering de gemeente toe te wijzen aan het district Bacău dat geen onderdeel is van het historische Transsylvanië maar de landstreek Moldavië.
De Hongaarse bevolking van de gemeente behoort tot de Csángó's, een etnisch Hongaarse groep die veelal leeft in het district Bacău. De Csángó bevolking van de streek Gyimes leeft in drie gemeenten;  
- Gyimesfelsőlok (Lunca de Sus)
- Gyimesközéplok (Lunca de Jos)
- Gyimesbükk

De eerste twee gemeenten bleven wel onderdeel uitmaken van Transsylvanië na 1950.

## Bevolkingssamenstelling
In 201 had de gemeente 5094 inwoners waarvan 2282 Roemenen, 2578 Hongaren en 101 Roma. De Hongaren hebben met 50,6% van de bevolking nipt de absolute meerderheid.
De gemeente is daarmee de enige gemeente buiten Transsylvanië met een Hongaarse meerderheid in Roemenië.

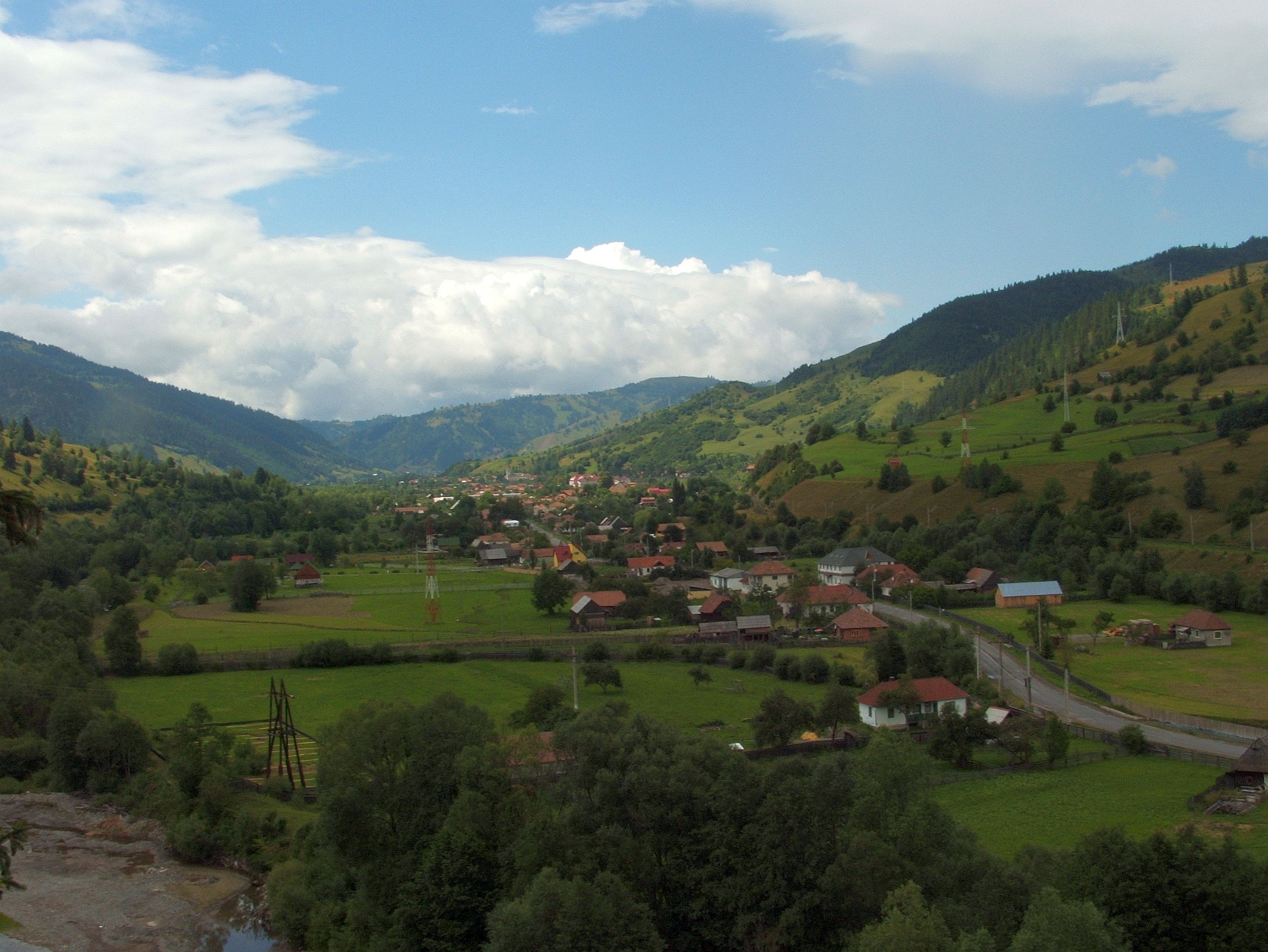
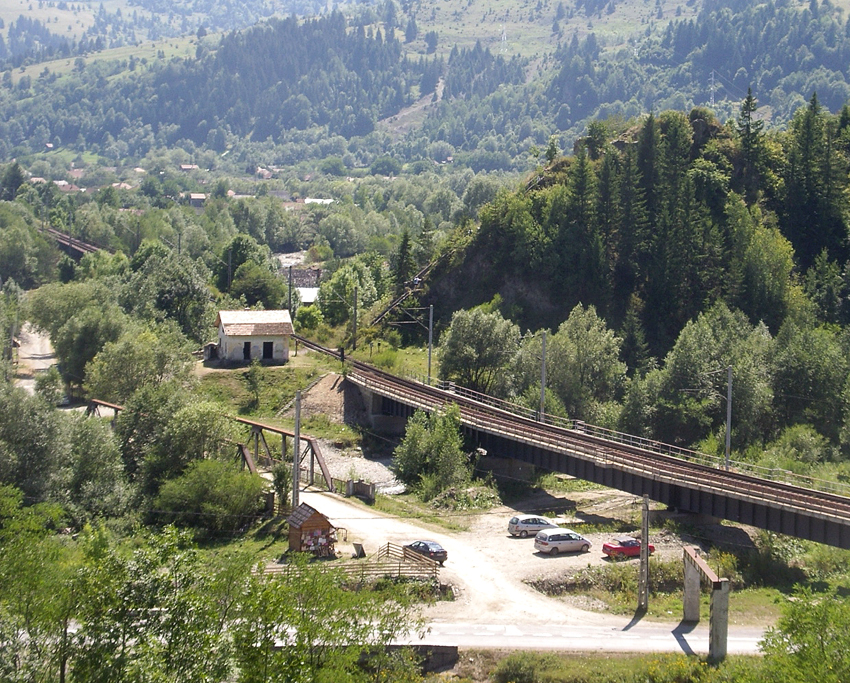
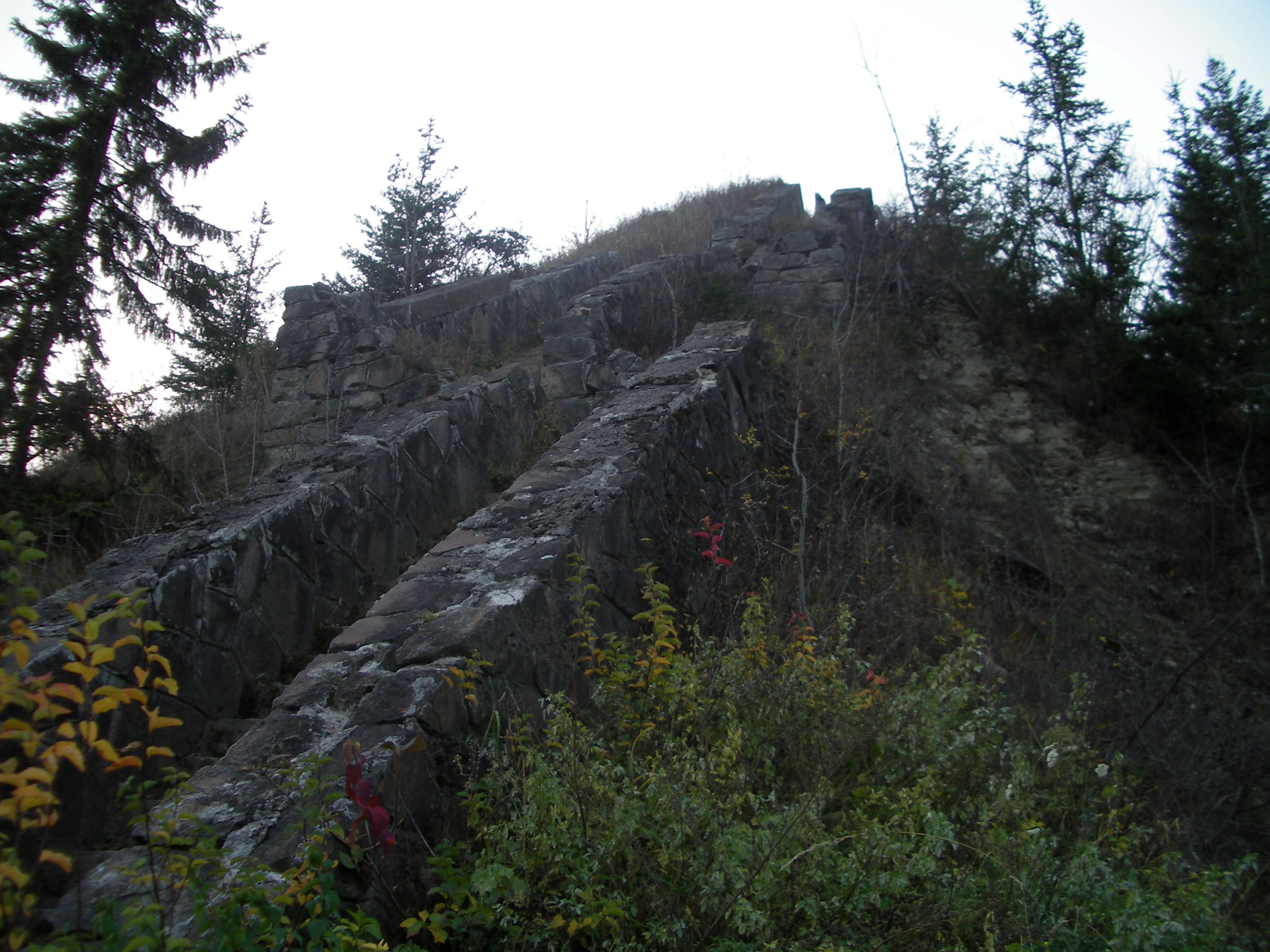